# Месолонги
Месолонги е столицата на Етолоакарнания, на брега на патраския залив на Йонийско море. Мястото е известно и с лагуната, на която е построен кварталът Етолико, наричан малката Венеция.
Намира се на 35 km от Агринио и на 37 km от Антирио и моста Рио-Антирио. Градът има богата история.
Подлаган на три последователни обсади по време на Гръцката война за независимост, той изпитва най-драматичните събития от новата история на Гърция.
Месолонги е единственият гръцки град-герой и същевременно лобно място на английския поет лорд Байрон. Намира се между устията на реките Аспропотаму и Евинос. Седалище на Етолоакарнанската епархия на Гръцката православна църква.